# Gemeinschaft evangelischer Ostpreußen
Die Gemeinschaft evangelischer Ostpreußen (GeO) ist ein Verein zur Erinnerung und Pflege des evangelischen Lebens im ehemaligen Ostpreußen. Sitz des Vereins ist Bad Salzuflen.

## Geschichte
Die Gemeinschaft evangelischer Ostpreußen e. V. wurde am 27. Juli 1964 in Leverkusen durch den evangelischen Pastor Werner Marienfeld gegründet. Marienfeld war als Jugendpfarrer in der Jungen Gemeinde Brandenburg an der Havel tätig. Nach dem Aufstand des 17. Juni 1953 konnte er einer geplanten Verhaftung durch einen Hinweis aus der Stadtverwaltung entgehen und versteckte sich zunächst im Turm von St. Katharinen. Im September 1953 floh er dann nach West-Berlin und reiste später in die Bundesrepublik aus.
Vorsitzender ist seit 2023 Pfarrer i. R. Martin Schenk, Bünde. Stellvertretende Vorsitzende und Schriftführerin ist Henriette Piper, Solingen, Schatzmeister ist Hubertus Hilgendorff, Flehm. Mit dem Verein verbunden ist die Stiftung Gemeinschaft evangelischer Ostpreußen mit Sitz in Telgte-Westbevern.

## Tätigkeit
Der Verein unterstützt evangelische Kirchengemeinden beim Erhalt ihrer Gebäude und Einrichtungen in den Gebieten Woiwodschaft Ermland-Masuren, Oblast Kaliningrad, Distrikt Klaipėda und Distrikt Tauragė.
Der Verein organisiert ostpreußische Gottesdienste und nimmt an den ev. Kirchentagen teil und führt Busreisen durch das ehemalige Ostpreußen durch. Viermal jährlich erscheint ein Rundbrief für die Mitglieder. Der Verein hat Ansprechpartner für die Bereiche Bayern, Chemnitz, Schleswig-Holstein, Westfalen, Niedersachsen und Hannover.

## Publikationen
- Gerhard Mannke: Christliches Leben in Ostpreußen
- Georg Michels (Hrsg.): Martin Luther und die Reformation in Ostpreußen. Gemeinschaft Evangelischer Ostpreußen, Drethem 1996.